# Edificio del Ateneo Mercantil
El edificio del Ateneo Mercantil (en valenciano: edifici de l'Ateneu Mercantil) es una construcción de 1931 situada en la Plaza del Ayuntamiento de la ciudad de Valencia (España) que alberga la sede del Ateneo Mercantil de Valencia.
El proyecto, de 1931, es obra de los arquitectos Juan de Zavala Lafora, Arzadún y Ribas Eunate, sobre el proyecto original de 1927, ganador del concurso, de Zavala y Rivas. Posteriormente Cayetano Borso di Carminati y Emilio Artal son los encargados de llevar la dirección de la obra, entre los años 1935 y 1941, incorporando cambios notables respecto al proyecto.
El resultado fue la construcción que hoy encontramos, una obra de corte clasicista y marcada simetría, de ocho plantas de altura.

## Descripción
El edificio cuenta con una fachada prácticamente plana, con la aportación singular de la doble fachada en gran parte de la misma: una arcada de cinco vanos y tres plantas de altura que deja entrever el cuerpo central del edificio, que sobresale a continuación en plantas superiores. 
Presenta una composición clásica, con un cuerpo de base, un cuerpo central y un remate. Del mismo modo, la fachada se articula verticalmente en una secuencia de cuerpos, con uno central custodiado por otros dos laterales de menor entidad. Todo ello dentro de una rabiosa simetría cuyo eje parece descansar no sólo sobre un hueco central, sino sobre el conjunto de los cinco huecos de la arcada. Los cuerpos laterales superan en una altura al cuerpo central de la arcada, superados todos ellos a su vez por un remate de huecos seriados ya sólo del ancho del bloque central. Este remate, con nueve huecos que no responden en vertical a los ejes de huecos del resto del edificio, constituye la faceta díscola de la composición. Esta coronación del edificio resulta de gran rotundidad, como seriación menuda de ventanas al modo de palacio gótico, rematado a su vez con una balaustrada de pináculos.
El programa, los espacios necesarios para la ubicación del Ateneo Mercantil de la ciudad de Valencia, es resuelto en plantas superpuestas. Además de otras estancias, destacan el salón de actos, salones de encuentro y tertulia o la biblioteca como espacios más notables que tienen su reflejo en la fachada. La disposición y tamaño de los huecos de fachada hablan de la ubicación de esos espacios en el interior.
Toda la fachada muestra un tratamiento uniforme en color y textura, donde únicamente sobresalen los detalles medidos de decoración. Estos lo constituyen las sencillas molduras que recorren la fachada y separan los cuerpos en altura, o como remate superior de los distintos cuerpos. Destacan, sin embargo, los balcones de los cuerpos laterales en la planta principal y la decoración de las puertas de salida a los mismos que se conecta con las ventanas inmediatamente superiores.